# Пайк (округ, Пенсільванія)
Шаблон:StateAbbr_ 41°20′ пн. ш. 75°02′ зх. д. / 41.33° пн. ш. 75.03° зх. д.
Округ Пайк (англ. Pike County) — округ (графство) у штаті Пенсільванія, США. Ідентифікатор округу 42103.

## Історія
Округ утворений 1814 року.

## Демографія
За даними перепису 
2000 року 
загальне населення округу становило 46302 осіб, зокрема міського населення було 5087, а сільського — 41215.
Серед мешканців округу чоловіків було 23074, а жінок — 23228. В окрузі було 17433 домогосподарства, 13026 родин, які мешкали в 34681 будинках.
Середній розмір родини становив 3,06.
Віковий розподіл населення поданий у таблиці:
| Стать    | До 15 років | 15-21 | 22-29 | 30-39 | 40-49 | 50-65 | 65-85 | Понад 85 |
| -------- | ----------- | ----- | ----- | ----- | ----- | ----- | ----- | -------- |
| Чоловіки | 5339        | 1809  | 1362  | 3290  | 3842  | 4046  | 3199  | 187      |
| Жінки    | 5019        | 1750  | 1368  | 3573  | 3839  | 4048  | 3277  | 354      |

## Суміжні округи
- Салліван, Нью-Йорк — північ
- Орандж, Нью-Йорк — схід
- Сассекс, Нью-Джерсі — схід
- Воррен, Нью-Джерсі — південний схід
- Монро — південний захід
- Вейн — північний захід

## Виноски
1. ↑  U.S. Decennial Census. United States Census Bureau. Архів оригіналу за 4 квітня 2018. Процитовано 10 березня 2015.
2. ↑  Historical Census Browser. University of Virginia Library. Архів оригіналу за 11 серпня 2012. Процитовано 10 березня 2015.
3. ↑  Forstall, Richard L., ред. (24 березня 1995). Population of Counties by Decennial Census: 1900 to 1990. United States Census Bureau. Архів оригіналу за 20 березня 2015. Процитовано 10 березня 2015.
4. ↑  Census 2000 PHC-T-4. Ranking Tables for Counties: 1990 and 2000 (PDF). United States Census Bureau. 2 квітня 2001. Архів оригіналу (PDF) за 18 грудня 2014. Процитовано 10 березня 2015.
5. ↑  State & County QuickFacts. United States Census Bureau. Архів оригіналу за 6 червня 2011. Процитовано 20 листопада 2013.(англ.) Наведено за англійською вікіпедією.
6. ↑  American FactFinder. Бюро перепису населення США. Архів оригіналу за 26 лютого 2012. Процитовано 31 січня 2008.

| США | Це незавершена стаття з географії США. Ви можете допомогти проєкту, виправивши або дописавши її. |